# Gamma Lupi
Désignations
Gamma Lupi (γ Lup / γ Lup) est une étoile triple de 3e magnitude de la constellation du Loup. D'après la mesure de sa parallaxe annuelle par le satellite Hipparcos, elle est située à environ ∼ 420 a.l. (∼ 129 pc) de la Terre.
Sa composante principale, désignée Gamma Lupi A, est une binaire spectroscopique avec une période orbitale de 2,85 jours. Son étoile visible est une sous-géante bleue de type spectral B2IV. La binaire ne montre pas d'éclipses, mais sa luminosité varie néanmoins avec une amplitude de 0,02 magnitude en raison d'un effet de réflexion de la lumière de l'étoile primaire qui réchauffe l'un des hémisphères de son compagnon,. La troisième composante du système, Gamma Lupi B, est une étoile de magnitude 3,54 située à 0,8 seconde d'arc des deux autres. Les deux membres les moins massifs du système apparaissent être des étoiles de la pré-séquence principale.
Le système est membre du sous-groupe Haut-Centaure Loup de l'association OB Scorpion-Centaure, qui est l'association d'étoiles massives à mouvement propre commun la plus proche du Soleil.